# Apenesia beliella
Apenesia beliella (лат. ) — вид ос-бетилид рода Apenesia из подсемейства Pristocerinae  (Chrysidoidea, Hymenoptera). Юго-Восточная Азия.

## Распространение
Юго-Восточная Азия (Индонезия, Малайзия, Таиланд), Океания (остров Вануату).

## Описание
Мелкие осы-бетилиды. Длина тела около 5 мм. Длина переднего крыла самцов 4 мм. Голова и тело тёмно-коричневые; метасома красноватая; усики и мандибулы светло-коричневые; ноги желтоватые и буроватые; крылья гиалиновые.
Голова шире, чем мезосома. Усики 12-члениковые. Нижнечелюстные щупики 4-члениковые, а нижнегубные состоят из 3 сегментов.
Вид был впервые описан в 2020 году бразильскими гименоптерологами Isabel D.C.C. Alencar (Instituto Federal de Educação, Ciência e Tecnologia do Espírito Santo, Витория, Эспириту-Санту, Бразилия) и Celso O. Azevedo (Universidade Federal do Espírito Santo, Departamento de Biologia, Эспириту-Санту, Бразилия).